# Breakthru
Breakthru – piosenka brytyjskiego zespołu Queen wydana w 1989 roku na singlu, który promował album The Miracle (1989). Singiel „Breakthru” dotarł do 7. miejsca na głównej brytyjskiej liście przebojów UK Singles Chart.

## Kompozycja
Piosenka zaczyna się od 30-sekundowej harmonii wokalnej; ten fragment pierwotnie był zalążkiem utworu „A New Life Is Born” (aut. Freddie Mercury), który nigdy nie został oficjalnie wydany. Ta rockowa kompozycja charakteryzuje się szybkim tempem. Wersja utworu, którą wydano na singlu jest identyczna, jak na albumie studyjnym The Miracle.

## Teledysk

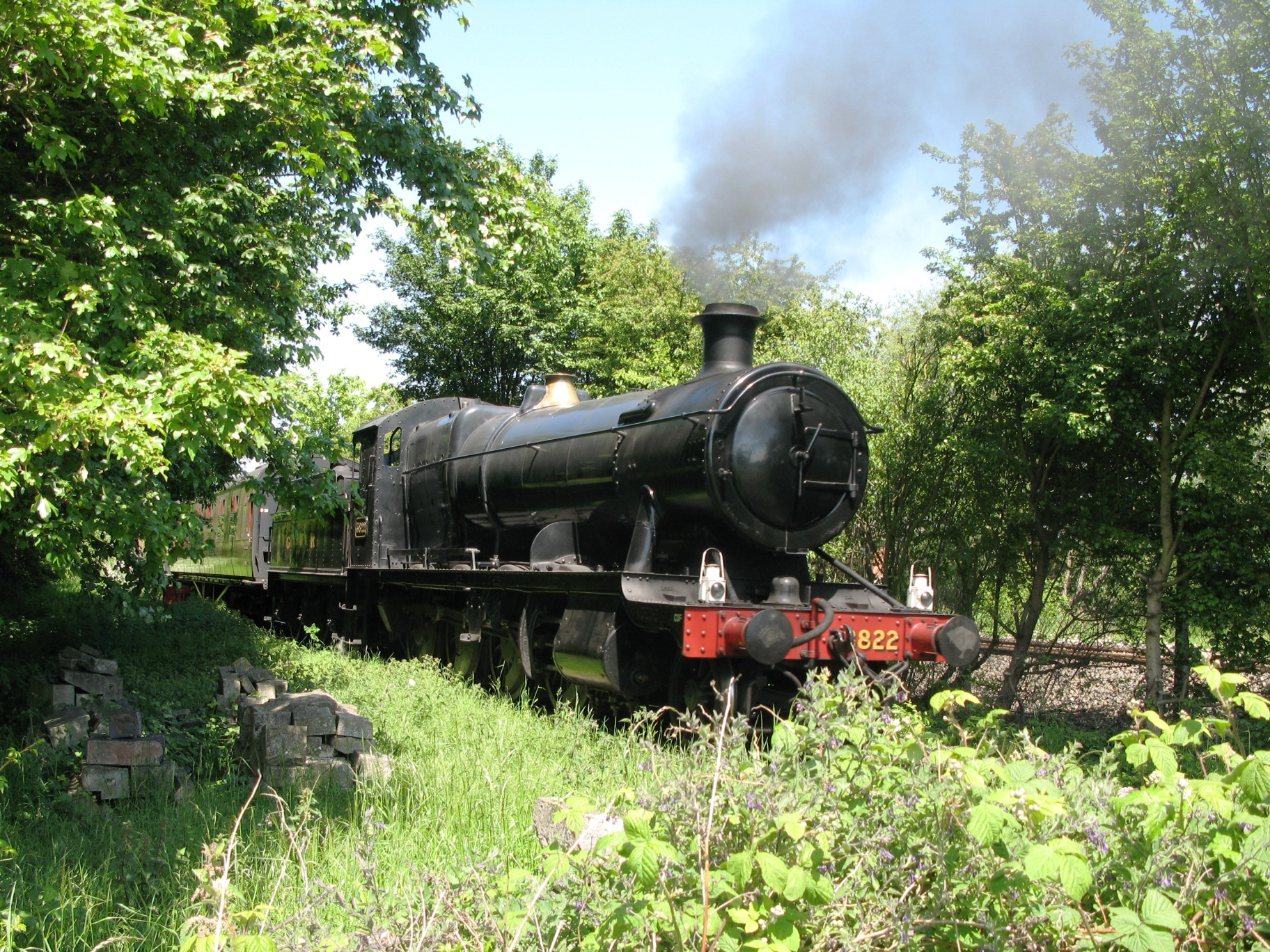
Lokomotywa GWR 2884 Class (nr 3822) na trasie przy stacji węzłowej Didcot (Anglia).

Wideoklip przedstawia czterech członków zespołu Queen podróżujących pociągiem retro, który na potrzeby teledysku nazwano Miracle Express. Materiał kręcono w Nene Valley Railway, niedaleko Peterborough i wystąpiła w nim przyjaciółka Rogera Taylora, Debbie. Koszt produkcji miał wynieść ok. 300 000 GBP (2020: ok. 720 tys. GBP). Przed przystąpieniem do zdjęć zespół wykupił polisę ubezpieczeniową na życie na kwotę 2 mln GBP. Rzecznik prasowy Queen powiedział: „Uważali, że rozsądnie będzie ubezpieczyć się specjalnie, ponieważ wyglądało na to, że będzie to wyjątkowo niebezpieczna impreza”. Zdjęcia zrealizowano na platformie-wagonie. Pociąg pędził momentami 80 km/h.

## Wydania
Singiel wydano na płycie winylowej 7″ i kasecie magnetofonowej z piosenką „Stealin’” na stronie B. Na dwóch innych wersjach singla, wydanych na płycie analogowej 12″ i CD, zamieszczono wydłużoną i oryginalną wersję „Breakthru” oraz „Stealin’”.

## Personel
- Freddie Mercury – główny wokal, wokal wspierający, pianino, keyboardy
- Brian May – gitara elektryczna, wokal wspierający
- Roger Taylor – perkusja, keyboardy, wokal wspierający
- John Deacon – gitara basowa
- David Richards – keyboardy, programowanie

## Listy przebojów
| Kraj   | Lista                          | Pozycja | Źr.    |
| ------ | ------------------------------ | ------- | ------ |
| AU     | Top 50 Singles                 | 45      | [ 3 ]  |
| BE-VLG | Ultratop 50 Singles (Flandria) | 10      | [ 4 ]  |
| NL     | Single Top 100                 | 6       | [ 5 ]  |
| IE     | Top 100 Singles                | 6       | [ 6 ]  |
| CA     | „RPM” Top Singles              | 79      | [ 7 ]  |
| DE     | Single Top 100                 | 24      | [ 8 ]  |
| NZ     | Top 40 Singles                 | 45      | [ 9 ]  |
| CH     | Singles Top 100                | 28      | [ 10 ] |
| GB     | UK Singles Chart               | 7       | [ 1 ]  |